# Marie-Roger Séronie-Vivien
Marie-Roger Séronie-Vivien (* 27. Januar 1927 in Bordeaux; † 4. August 2013) war ein französischer Speläologe, Geologe und Prähistoriker.

## Leben
Der in Bordeaux geborene und aufgewachsene Marie-Roger Séronie-Vivien besuchte das Lycée Montaigne und arbeitete 1950 bis 1951 als Geologe für die Société Nationale de Recherche et d’Exploitation du Pétrole en Algérie in der algerischen Sahara, wo bei Hassi Messaoud Öl und bei Hassi R’Mel Gas gefunden wurde. Dann kehrte er nach Frankreich zurück, wo er 1954 Ölreserven im Parentis entdeckte. Er wurde leitender Geologe der Essorep, in deren Auftrag er weitere vier Ölfelder entdeckte, dann Direktor der Ölexploration von Exxon in Frankreich. Er wurde Mitglied des Centre national de la recherche scientifique im Bereich Geologie und war 1980 Mitorganisator des 26. internationalen Geologenkongresses in Paris. Seine kartographischen Arbeiten zu Aquitanien trugen erheblich zum besseren Verständnis des Mesozoikums der Region bei. Am 23. September 1955 heiratete er die promovierte Geologin Micheline Hervet, mit der er drei Kinder hatte.
Als Speläologe untersuchte er Karsthöhlen im Rahmen der von ihm 1948 mitgegründeten Société Spéléologique et Préhistorique de Bordeaux, deren Präsident er sechs Jahre lang war. Er untersuchte vor allem das Massif des Arbailles und das Ossau-Tal in den Pyrenäen sowie den Quercy, insbesondere die Braunhie, den Zentralabschnitt des Causse de Gramat. Dabei spezialisierte er sich in den Bereichen der Sedimentation in Höhlen und der Entstehung derselben. Er wurde Präsident des Comité Départemental de Spéléologie de la Gironde, der Fédération des Sociétés spéléologiques du Sud-Ouest, dann Vizepräsident der Société Spéléologique de France, der heutigen Fédération française de spéléologie.
Bereits 1943 hatte er mit Freunden einen Prähistorikerclub gegründet, ein Gebiet, das bei ihm immer den Mittelpunkt seiner Arbeiten bildete. 1943/44 nahm er erstmals selbst an einer Grabung teil. Seine bedeutendsten urgeschichtlichen Höhlenentdeckungen machte er in der Höhle von Sinhikole-Ko-Karbia in Camou-Sihigue (Département Pyrénées-Atlantiques), sowie bei den Grabungen von La Bergerie, Pégourié, Grotte du Sanglier (ab 1990) (‚Wildschweinhöhle‘) an der Ausgrabungsstätte Pradayrol im Département Lot. Auch arbeitete er über die Dolmen von Peyrehouate und Lamothe (Département Gironde) oder die Angel Mounds in Indiana und Illinois.
Aus dem Gebiet um die Gemeinde Caniac-du-Causse, wiederum im Lot, machte er in vier Jahrzehnten eines der bestdokumentierten archäologischen Gebiete Frankreichs. An der Fundstätte La Bergerie grub er von 1963 bis 1966 und erneut 1997 (Jungpaläolithikum), dann in der Grotte de Pégourié (1967 bis 1988) sowie in der von Sanglier (Epipaläo- und Mesolithikum, 1990 bis 1995), schließlich an der Grabungsstätte Pradayrol (1998 bis 2005), wo er die ältesten baulichen Strukturen Südwestfrankreichs entdeckte. Als Monographie veröffentlichte er die Grabungsergebnisse von Linars in der Kommune Rocamadour. Mit einer Reihe anderer Wissenschaftler publizierten er und seine Frau eine Reihe von Karten zum Silex in Südfrankreich.
Séronie-Vivien trat 1943 der Société linnéenne de Bordeaux bei, deren Präsident er von 1974 bis 1975 und von 1978 bis 1979 war, dann trat er der Société d’Anthropologie du Sud-Ouest, der Société Archéologique de Bordeaux, sowie der Préhistoire du Sud-Ouest (der ehemaligen Préhistoire Quercynoise) bei, deren Ehrenpräsident er war. In Bordeaux entstand unter seinem Einfluss 1979 die Zusammenfassung mehrerer Wissenschaftsgesellschaften zur Union scientifique d’Aquitaine, deren erster Präsident er bis 1986 war. 
Zahlreiche seiner Publikationen erarbeitete er zusammen mit seiner Frau Micheline, mit der er 58 Jahre verheiratet war.

## Schriften (Auswahl)
Séronie-Vivien veröffentlichte allein in den Actes und im Bulletin de la Société Linnéenne de Bordeaux 230 Beiträge. Hinzu kommen noch 41 Berichte (rapports), die sich im Archiv des Service Régional de l’Archéologie de Midi-Pyrénées befinden. Diese ordnete Bruno Cahuzac (s. Lit.) den einzelnen Fundstätten zu. 
- Découverte d’une présentation magdalénienne de poisson, in: Bulletin de la Société Spéléologique et Historique de Bordeaux 1 (1948) 3–5.
- Les industries préhistoriques de la vallée de la Dordogne, in: Bulletin de la Société Préhistorique Française 46 (1949) 318–323.
- Sédiment et sédimentation souterraine, in: Actes du congrès régional de spéléologie (Sud-Ouest), Bordeaux 1955, S. 30–37.
- Étude géospéléologique de la partie occidentale de la forêt de La Braunhie (Lot), in: 3e Congrès Régional de spéléologie (Sud-Ouest), Bordeaux 1956, S. 31–37.
- mit Micheline Séronie-Vivien, Georges Malvesin-Fabre, François Prat: Étude granulométrique de la station moustérienne de l’Ermitage (Vienne), in: Actes du Congrès Préhistoriques de France, Poitiers 1956, S. 729–738.
- Le dolmen sous tumulus de Lamothe à Espiet (Gironde), in: Bulletin de la Société Spéléologique et Historique de Bordeaux 8 (1956) 16–23.
- Dolmen de Lamothe à Espiet (Gironde), in: Bulletin de la Société Préhistorique Française 57,11–12 (1960) 677–688.
- mit Jacques Sens, Georges Malmoustier: Contribution à l’étude des formations du Crétacé inférieur dans le bassin de Parentis (Aquitaine), in: Colloque sur le Crétacé inférieur, Mémoire du BRGM 34 (1963) 669–692.
- mit Micheline Séronie-Vivien, Claude Bensch: Un habitant en fond de grotte à l’âge du Bronze et du Magdalénien : la grotte de La Bergerie à Caniac-du-Causse (Lot), in: Actes de la Société Linnéenne 103, Bordeaux 1966.
- La céramique de la grotte de La Bergerie à Caniac-du-Causse (Lot), in: Bulletin de la Société Spéléologique et Préhistorique de Bordeaux 18–19 (1969) 61–83.
- L’industrie lithique de la grotte de La Bergerie des quatres chemins à Caniac-du-Causse (Lot), in: Bulletin de la Société Linnéenne 2,3 (1972) 65–71.
- Introduction à l’étude des poteries préhistoriques. Mémoire n° 1 du Bulletin de la Société Spéléologique et Préhistorique de Bordeaux, 1974.
- Synthèse paléogéographique du Jurassique français. Documents Laboratoire de Géologie, Lyon 1980 (210 S.).
- Le karst de l’Entre-deux-Mers. Actes du colloque « l’Entre-deux-Mers à la recherche de son identité », 1988, S. 123–130.
- mit Michel Lenoir: Le silex de sa genèse à l’outil : actes du Ve colloque international sur le silex, Bordeaux, 17 sept.–2 oct. 1987, Editions du Centre national de la recherche scientifique, Paris 1990, 2 Bde. (645 S.).
- mit Micheline Séronie-Vivien: Inventaire des tulipes de Gironde : travaux 1975–1991, in: Bulletin de la Société Linnéenne de Bordeaux 19 (1991) 139–158.
- Les micromammifères, les restes botaniques et carpologiques, in: Le comte de l’an mil, Aquitania, supplément n. 8 (1996) 65–67.
- Évidence de transport Sud/Nord de matières premières siliceuses en Aquitaine. Projet collectif de recherche : Comportements techniques et économiques des sociétés du Paléolithgique supérieur dans le contexte pyrénéen, 2002, S. 64–66.
- mit Foni Le Brun-Ricalens, Micheline Séronie-Vivien: Présence d’un silex d’origine nord-pyrénéenne (Chalosse ?) en Haut-Quercy dans l’Aurignacien du Piage (Lot, france) et implications, in: Paléo 16 (2004) 129–136.
- La grotte de Linars à Rocamadour (Lot) : Un habitat préhistorique au post-Paléolithique et au Bronze moyen. Une grotte sépulcrale au Bronze final, Préhistoire du Sud-Ouest, 2006.
- mit Alain Turq, André Morala, Micheline Séronie-Vivien: Inventaire des silicifications du Quercy, de ses marges et des marqueurs lithologiques du nord-est aquitain : synthèse des données, in: Marc Jarry, Jean-Philip Brugal, Catherine Ferrier (Hrsg.): Modalité d’occupation et exploitation des milieux au Paléolithique dans le Sud-Ouest de la France : l’exemple du Quercy. Actes de la session C67, Xvè Congrés mondial de l’UISPP, Lisbonne, sept. 2006, Paléo, Supplément 4 (2013) 159–180.